# Draft d'espansione NBA 1970
Il draft d'espansione 1970 si è svolto l'11 maggio 1970, per la formazione dei Buffalo Braves, dei Cleveland Cavaliers e dei Portland Trail Blazers.

## Giocatori selezionati

### Buffalo Braves
| Giocatore        | Posizione           | Nazionalità | Squadra precedente |
| ---------------- | ------------------- | ----------- | ------------------ |
| Em Bryant        | playmaker           | Stati Uniti | Boston Celtics     |
| Freddie Crawford | guardia/ala piccola | Stati Uniti | Milwaukee Bucks    |
| Dick Garrett     | guardia             | Stati Uniti | Los Angeles Lakers |
| Herm Gilliam     | guardia/ala piccola | Stati Uniti | Cincinnati Royals  |
| Bill Hosket      | ala grande/centro   | Stati Uniti | New York Knicks    |
| Bailey Howell    | ala grande          | Stati Uniti | Boston Celtics     |
| Paul Long        | playmaker           | Stati Uniti | Detroit Pistons    |
| Mike Lynn        | ala piccola         | Stati Uniti | Los Angeles Lakers |
| Don May          | ala piccola         | Stati Uniti | New York Knicks    |
| Ray Scott        | ala grande          | Stati Uniti | Baltimore Bullets  |
| George Wilson    | centro              | Stati Uniti | Philadelphia 76ers |

### Cleveland Cavaliers
| Giocatore      | Posizione           | Nazionalità | Squadra precedente     |
| -------------- | ------------------- | ----------- | ---------------------- |
| Butch Beard    | guardia             | Stati Uniti | Atlanta Hawks          |
| Len Chappell   | ala grande          | Stati Uniti | Milwaukee Bucks        |
| Johnny Egan    | playmaker           | Stati Uniti | Los Angeles Lakers     |
| Bobby Lewis    | playmaker           | Stati Uniti | San Francisco Warriors |
| McCoy McLemore | ala grande/centro   | Stati Uniti | Detroit Pistons        |
| Don Ohl        | guardia             | Stati Uniti | Atlanta Hawks          |
| Loy Petersen   | guardia             | Stati Uniti | Chicago Bulls          |
| Luther Rackley | centro              | Stati Uniti | Cincinnati Royals      |
| Bingo Smith    | guardia/ala piccola | Stati Uniti | San Diego Rockets      |
| John Warren    | guardia/ala piccola | Stati Uniti | New York Knicks        |
| Walt Wesley    | centro              | Stati Uniti | Chicago Bulls          |

### Portland Trail Blazers
| Giocatore       | Posizione           | Nazionalità | Squadra precedente     |
| --------------- | ------------------- | ----------- | ---------------------- |
| Rick Adelman    | playmaker           | Stati Uniti | San Diego Rockets      |
| Jerry Chambers  | ala piccola         | Stati Uniti | Phoenix Suns           |
| LeRoy Ellis     | centro/ala grande   | Stati Uniti | Baltimore Bullets      |
| Fred Hetzel     | centro/ala grande   | Stati Uniti | Philadelphia 76ers     |
| Joe Kennedy     | ala piccola         | Stati Uniti | Seattle SuperSonics    |
| Ed Manning      | ala grande          | Stati Uniti | Chicago Bulls          |
| Stan McKenzie   | ala piccola/guardia | Stati Uniti | Phoenix Suns           |
| Dorie Murrey    | centro/ala grande   | Stati Uniti | Seattle SuperSonics    |
| Pat Riley       | guardia             | Stati Uniti | San Diego Rockets      |
| Dale Schlueter  | centro              | Stati Uniti | San Francisco Warriors |
| Larry Siegfried | guardia             | Stati Uniti | Boston Celtics         |